# یاخشی‌لر (یومورتالیک)
یاخشی‌لر (به ترکی استانبولی: Yahşiler) یک منطقهٔ مسکونی در ترکیه است که در یومارتالیک واقع شده‌است.